# Mirae caritatis
Mirae caritatis (pol. Dziwnej miłości) – encyklika papieża Leona XIII opublikowana w wigilię Bożego Ciała, 28 maja 1902 roku w Rzymie, w 25. roku pontyfikatu autora.
Dziwnej miłości przykłady, które ku zbawieniu ludzi jaśnieją w Jezusie Chrystusie, zawsze mamy w pamięci i uważnie śledzimy, ponieważ jest to naszym najświętszym obowiązkiem.
Inicjatorem wydania dokumentu był patriarcha Wenecji, kardynał Giuseppe Sarto, późniejszy papież Pius X. Encyklika zawiera liczne wskazania pastoralne, co do duszpasterstwa i działalności katechetycznej. Pochwala osoby, które chciałyby jak najczęściej, nawet każdego dnia, przyjmować Komunię Świętą, potępiając poglądy tzw. jansenistów i ich duchowych spadkobierców, głoszących, że chrześcijanie są niegodni przyjmowania Eucharystii częściej niż raz w roku. Zapatrywania te podzielała część teologów, a także wiernych, mimo że zostały one zakwestionowane przez Kościół na Soborze Trydenckim, a także potępione przez papieża Aleksandra III w 1690, jako sprzeczne ze słowami Chrystusa – "Bierzcie i jedzcie" (Mt 26, 26).
Encyklika przeszła bez większego echa, w związku z czym papież Pius X wydał w 1905 dekret Sacra Tridentiana Synodus, który w ostrym tonie wyraził życzenie jak najczęstszego, nawet codziennego przyjmowania Eucharystii przez wiernych, pod warunkiem pozostawania w stanie łaski uświęcającej. Na biskupów nakładał natomiast obowiązek sprawozdawania sposobów realizacji tych postanowień.